# Salvator Mundi (Leonardo)
Salvator Mundi (tiếng Latin cho ''Đấng cứu thế'') là một bức tranh được cho là công sức toàn phần hoặc bán phần của danh hoạ người Italia, Leonardo da Vinci trong thời kỳ Thượng Phục Hưng, có niên đại vào khoảng những năm k. 1499–1510. Từ lâu tuyệt tác hội hoạ này cho là bản sao của một bản gốc bị mất với lớp sơn quá dày, nó đã được tái khám phá, phục hồi và đưa vào triển lãm Leonardo chính của Luke Syson tại Phòng trưng bày Quốc gia, London, vào năm 2011–2012 Tổ chức đấu giá Christie's tuyên bố ngay sau khi bán tác phẩm mà hầu hết các học giả hàng đầu coi đó là tác phẩm gốc của Leonardo, nhưng sự ghi nhận này đã bị các chuyên gia khác tranh cãi, một số người cho rằng danh hoạ vốn chỉ đóng góp một số yếu tố nhất định.
Bức tranh mô tả Chúa Giê-su trong một chiếc áo dáng dài màu xanh cổ điển thời Phục hưng, làm dấu thánh giá bằng tay phải, trong khi cầm một quả cầu pha lê trong suốt, không phản chiếu ở bên trái, báo hiệu vai trò của ngài là Salvator Mundi và đại diện cho 'thiên cầu' của  các tầng trời.  Khoảng ba mươi bản sao và các biến thể của tác phẩm của các sinh viên và tín đồ của danh hoạ Leonardo đã được xác định. Các bức vẽ bằng phấn và mực được Leonardo làm tiền đề cũng được lưu giữ trong Bộ sưu tập của Hoàng gia Anh.
Bức tranh được nhà đấu giá Christie's ở New York bán cho Thái tử Badr bin Abdullah vào ngày 15 tháng 11 năm 2017, lập kỷ lục mới cho bức tranh đắt nhất từng được bán đấu giá công khai.  Thái tử Badr bị cáo buộc đã thực hiện việc mua hàng thay mặt cho Sở Văn hóa và Du lịch Abu Dhabi, nhưng kể từ đó, người ta cho rằng ông có thể là người đứng ra đấu giá cho đồng minh thân cận của mình và thái tử Ả Rập Saudi Mohammad bin Salman. Sự kiến này dẫn tới các báo cáo cuối năm 2017 rằng bức tranh sẽ được trưng bày tại bảo tàng Louvre Abu Dhabi và việc hủy bỏ không giải thích được của lần công bố dự kiến vào tháng 9 năm 2018.
Vị trí hiện tại của bức tranh đã được báo cáo là không xác định, nhưng một báo cáo tháng 6 năm 2019 nói rằng nó đang được cất giữ trên du thuyền của bin Salman, trong khi chờ hoàn thành một trung tâm văn hóa ở Al-`Ula, là một thành phố của tỉnh Medina ở Tây Bắc Ả Rập Xê Út và một báo cáo tháng 10 năm 2019 cho biết nó có thể được cất giữ ở Thụy Sĩ.

## Lịch sử
Leonardo da Vinci được cho là đã bắt đầu vẽ tranh dưới sự bảo trợ của Louis XII của Pháp giữa năm 1506 và 1513.

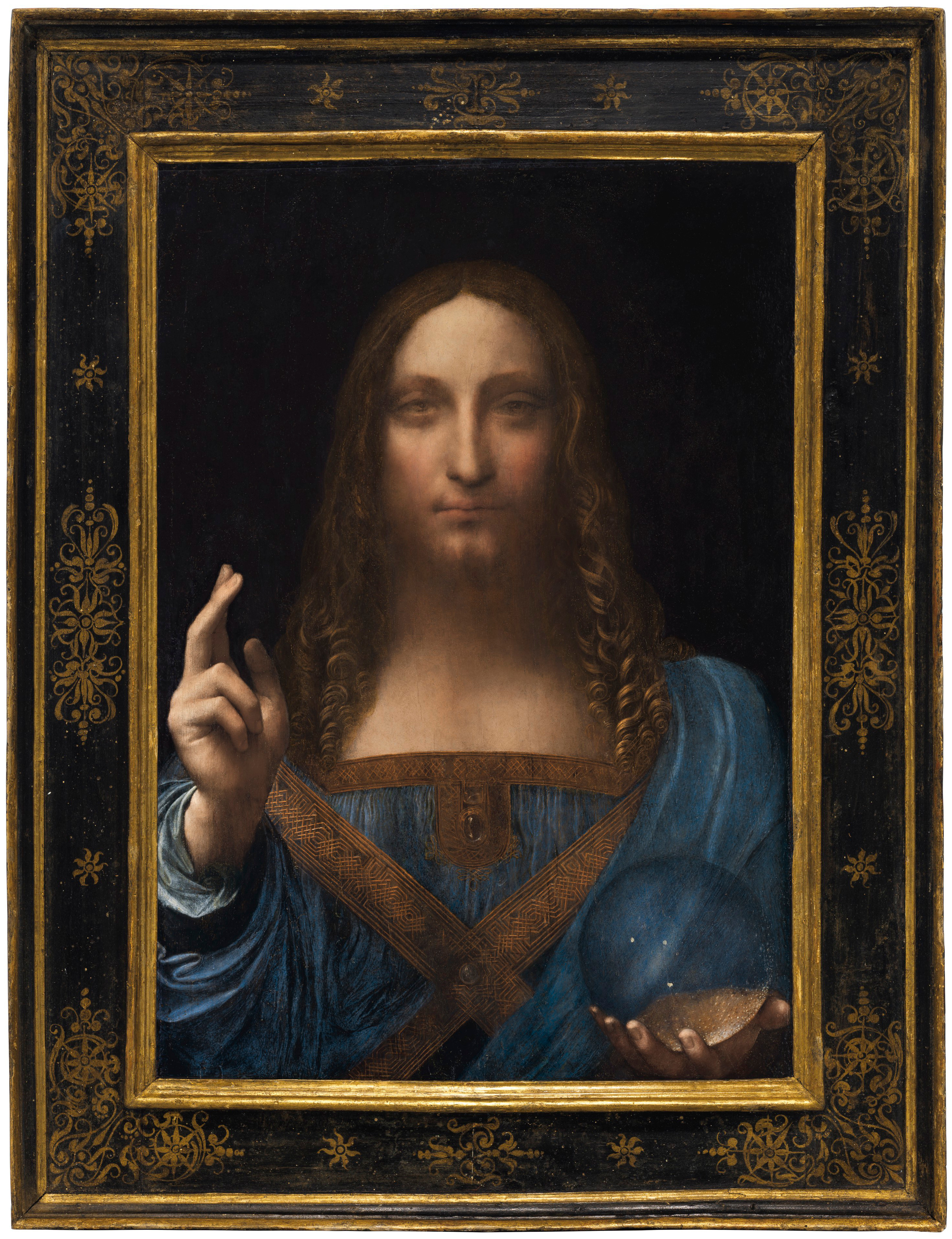
Leonardo da Vinci, khoảng năm 1500, Salvator Mundi (có khung)

Rõ ràng nó thuộc sở hữu của Charles I của Anh và được ghi lại trong bộ sưu tập nghệ thuật của ông vào năm 1649 trước khi được bán đấu giá bởi con trai của Công tước Buckingham và Normanby vào năm 1763. Nó tiếp theo xuất hiện vào năm 1900, đã được mua bởi một nhà sưu tập người Anh, Francis Cook, đệ nhất tử tước của Monserrate. Bức tranh đã bị hư hỏng từ những nỗ lực phục chế trước đó, và sự độc quyền của nó không rõ ràng. Con cháu của Cook đã bán nó trong cuộc bán đấu giá 1958 for £45.
Năm 2005, bức tranh được mua lại bởi một tập đoàn các nhà buôn nghệ thuật, trong đó có Robert Simon, một chuyên gia về Ông già. Nó đã được sơn phủ rất nhiều vì vậy nó trông giống như một bản sao, và được mô tả là "một đống đổ nát, bóng tối và ảm đạm".

## Phục hồi và xác định tác giả
Nhóm những người kinh doanh nghệ thuật tin rằng có khả năng là mớ hỗn độn chất lượng thấp thực sự có thể là bản gốc da Vinci đã mất từ lâu. Họ đã dành vài năm tiếp theo để khôi phục lại bức tranh và chứng thực.
Sau khi đã được chỉnh sửa và phục hồi, bức tranh được so sánh với và được đánh giá hơn hăn 20 phiên bản khác của Salvator Mundi.
Sau đó nó được khôi phục và chứng thực như một bức tranh của Leonardo. Nó đã được triển lãm bởi Bảo tàng Quốc gia của Luân Đôn trong Leonardo da Vinci: họa sĩ triều đình Milan từ tháng 11 năm 2011 đến tháng 2 năm 2012.
Một trong những chuyên gia hàng đầu thế giới của Leonardo là Martin Kemp, người đã giúp chứng thực tác phẩm, nói rằng ông biết ngay lập tức khi xem bức tranh được khôi phục lần đầu tiên đó là tác phẩm của Leonardo: "Leonardos đã hiện diện ở đó. Sự huyền bí lạ lùng đó mà bức tranh Leonardo sau này thể hiện ".
Một số đặc điểm trong bức tranh đã dẫn đến sự xác định tác giả tích cực: một số pentimenti là hiển nhiên, đáng chú ý nhất là vị trí của ngón tay phải. Ngoài ra, sfumato, kỹ thuật khác thường khi nhấn xuống mặt lòng bàn tay vào trong sơn là điển hình của nhiều tác phẩm của Leonardo. Cách mà những vòng tròn của tóc và các nút thắt trên khăn choàng đã được xử lý cũng được coi là biểu hiện của phong cách của Leonardo. Hơn nữa, các sắc tố và tấm gỗ mà tác phẩm đã được thực hiện phù hợp với các bức tranh khác của Leonardo. 
Ngoài ra, bàn tay trong bức tranh rất chi tiết, điều mà Leonardo được người ta biết đến: ông thường phân tích các chi của người quá cố để nghiên cứu chúng và tạo ra các bộ phận cơ thể một cách cực kỳ sống động.
Trong tay Jesus cầm một quả cầu thủy tinh, nhưng các chuyên gia hội họa từ lâu đã chỉ ra rằng quả cầu này dường như trong suốt hoàn toàn. Ánh sáng đi qua quả cầu hoàn toàn không chịu bất cứ sự thay đổi nào, trang phục của Jesus được khắc họa trong khuôn hình của quả cầu thủy tinh không hề bị biến dạng. Trong thực tế, ánh sáng khi đi qua một quả cầu thủy tinh luôn luôn bị bẻ ngoặt hướng đi và sẽ tạo nên những biến dạng về hình ảnh khi nhìn qua quả cầu. Các chuyên gia nghiên cứu hội họa cho rằng có thể danh họa Da Vinci đã cố tình khắc họa quả cầu thủy tinh theo cách đó, bởi nếu vẽ quả cầu theo đúng thực tế, với các tia sáng bị bẻ ngoặt, tạo nên sự biến dạng của hình ảnh khi nhìn xuyên qua quả cầu, thì người xem ngay lập tức sẽ bị thu hút vào quả cầu nhất, trong khi đó, trọng tâm của tranh là chân dung, diện mạo Jesus.
Cũng có những chuyên gia lý giải rằng Da Vinci muốn nhấn mạnh sự kỳ diệu của Jesus với quả cầu hoàn toàn trong suốt trong tay ngài.

## Tình trạng sở hữu hiện tại
Năm 2013, bức tranh được bán cho nhà sưu tập Nga Dmitry Rybolovlev với giá 127,5 triệu USD, thông qua nhà bán tranh Thụy Sĩ Yves Bouvier.
Nó đã được bán đấu giá tại Christie's ở New York vào tháng 11 năm 2017 với giá 450.312.500 USD, một mức giá kỷ lục mới cho một tác phẩm nghệ thuật (giá búa 400 triệu USD cộng với 50.3 triệu USD). Người mua là đại diện được cử đi của Thái tử Saudi Arabia - Mohammed bin Salman. Giá bán hồ sơ mới cao hơn 50% so với kỷ lục trước đó của bức tranh.

## Tranh cãi
Một số người nghi vấn về việc xác định tác giả của bức tranh là Leonardo. Michael Daley, giám đốc của ArtWatchUK, đã đặt ra những nghi ngờ về tính xác thực của bức tranh. Ông lưu ý rằng không có bằng chứng nào chứng minh rằng Leonardo từng tham gia vào việc vẽ một chủ đề Salvator Mundi; do đó tranh luận lập luận quan trọng trong việc ủng hộ bức họa cho Leonardo, cụ thể là bức tranh chứa pentimenti và vì lý do đó phải được cho là tác phẩm của Leonardo. Daley nhận xét về bức tranh của Salvator Mundi là nguyên mẫu của một chủ đề được vẽ bởi Leonardo: "Việc tìm kiếm một mẫu tranh Leonardo đầu tiên có thể gây tranh cãi hoặc vô ích: không chỉ các nghiên cứu về vải lanh là vật liệu Leonardo được chấp nhận duy nhất có thể liên quan đến nhưng trong văn học Leonardo không có tài liệu ghi lại về nghệ sĩ từng tham gia vào một dự án vẽ tranh như vậy ".
Jacque Franck, một nhà sử học nghệ thuật ở Paris và chuyên gia của Leonardo, đã xem lại phần này trong khung ảnh nhiều lần, cho biết: "Thành phần không đến từ Leonardo, ông thích phong cách xoắn, đó là một tác phẩm studio tuyệt vời với một chút Leonardo tốt nhất ".

## Một số phiên bản khác

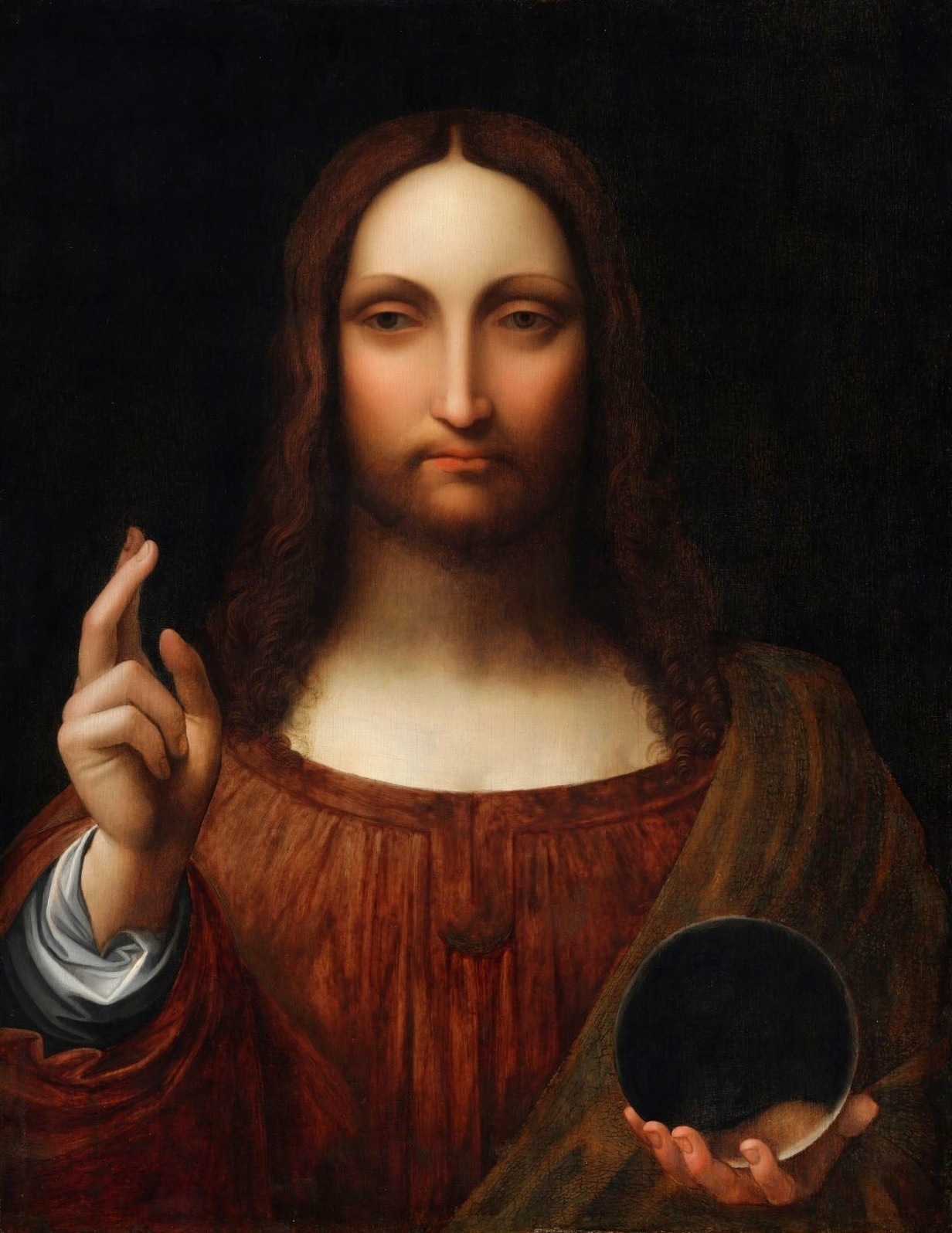
Tranh chép đương đại bởi Cesare da Sesto (1516–17), Wilanów Palace, Warsaw
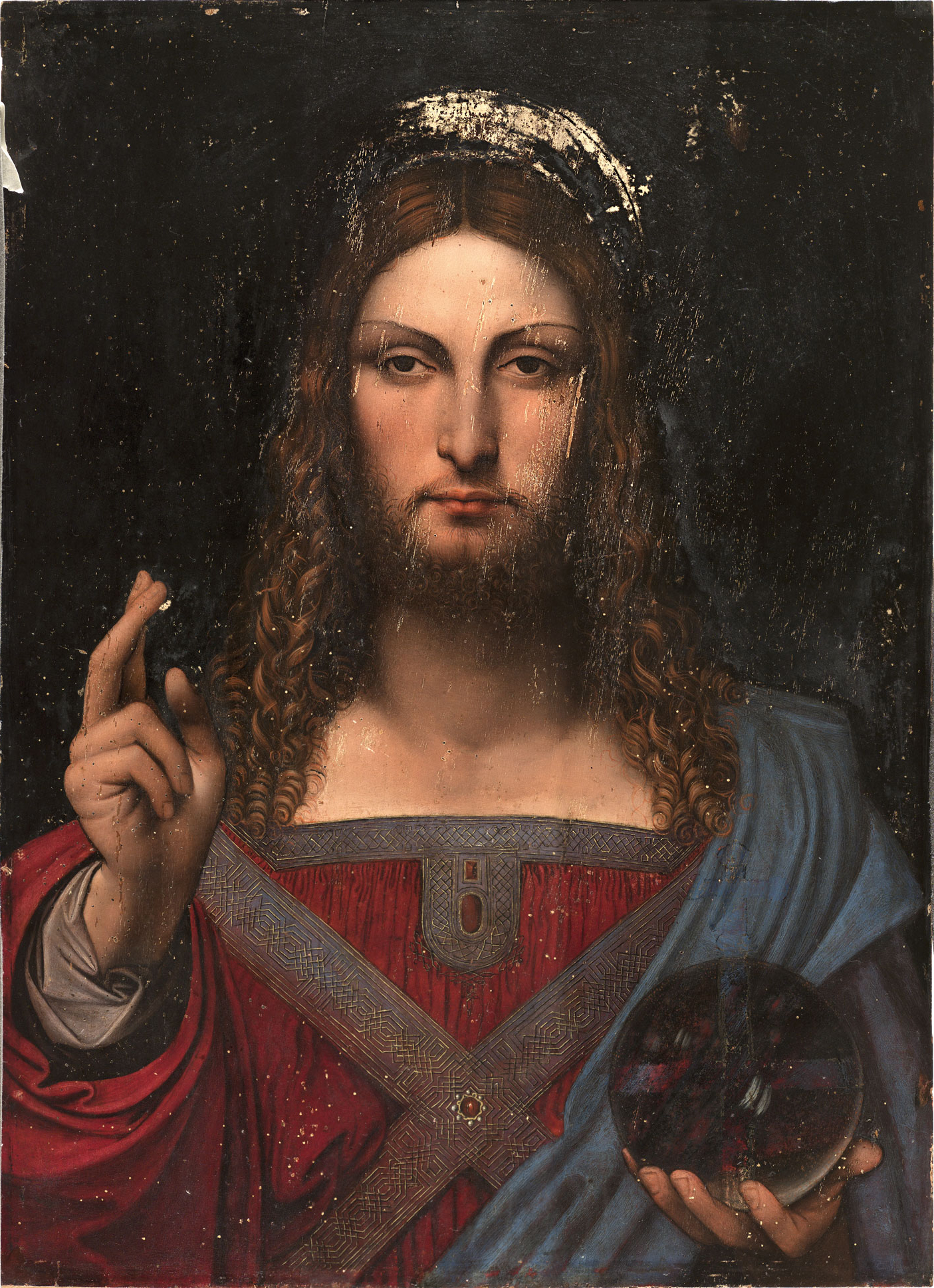
Tranh chép bởi một thành viên của trường phái Leonardo (không rõ địa điểm)
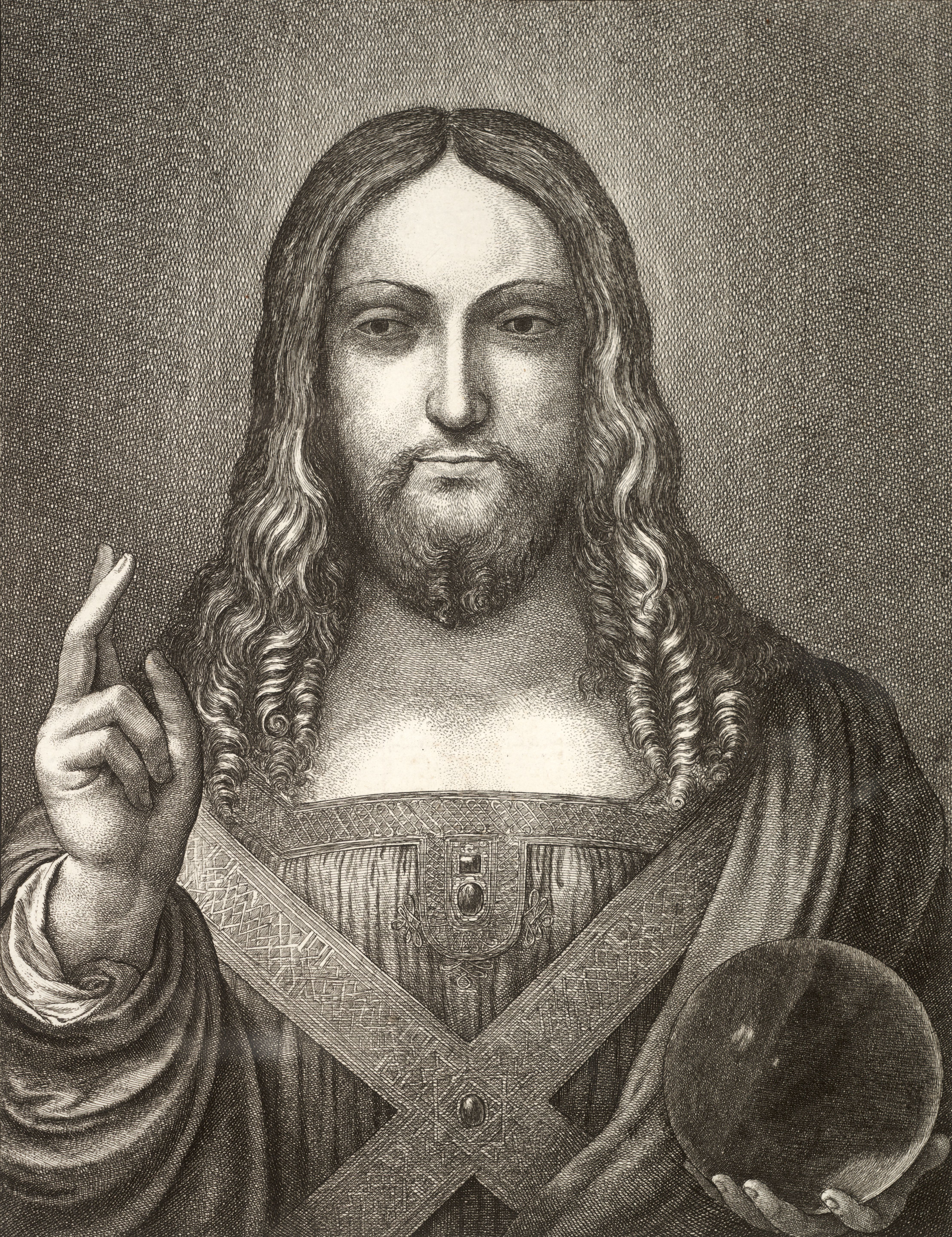
Vẽ bởi Wenceslaus Hollar (1607–1677), Thư viện sách hiếm Thomas Fisher, Đại học Toronto
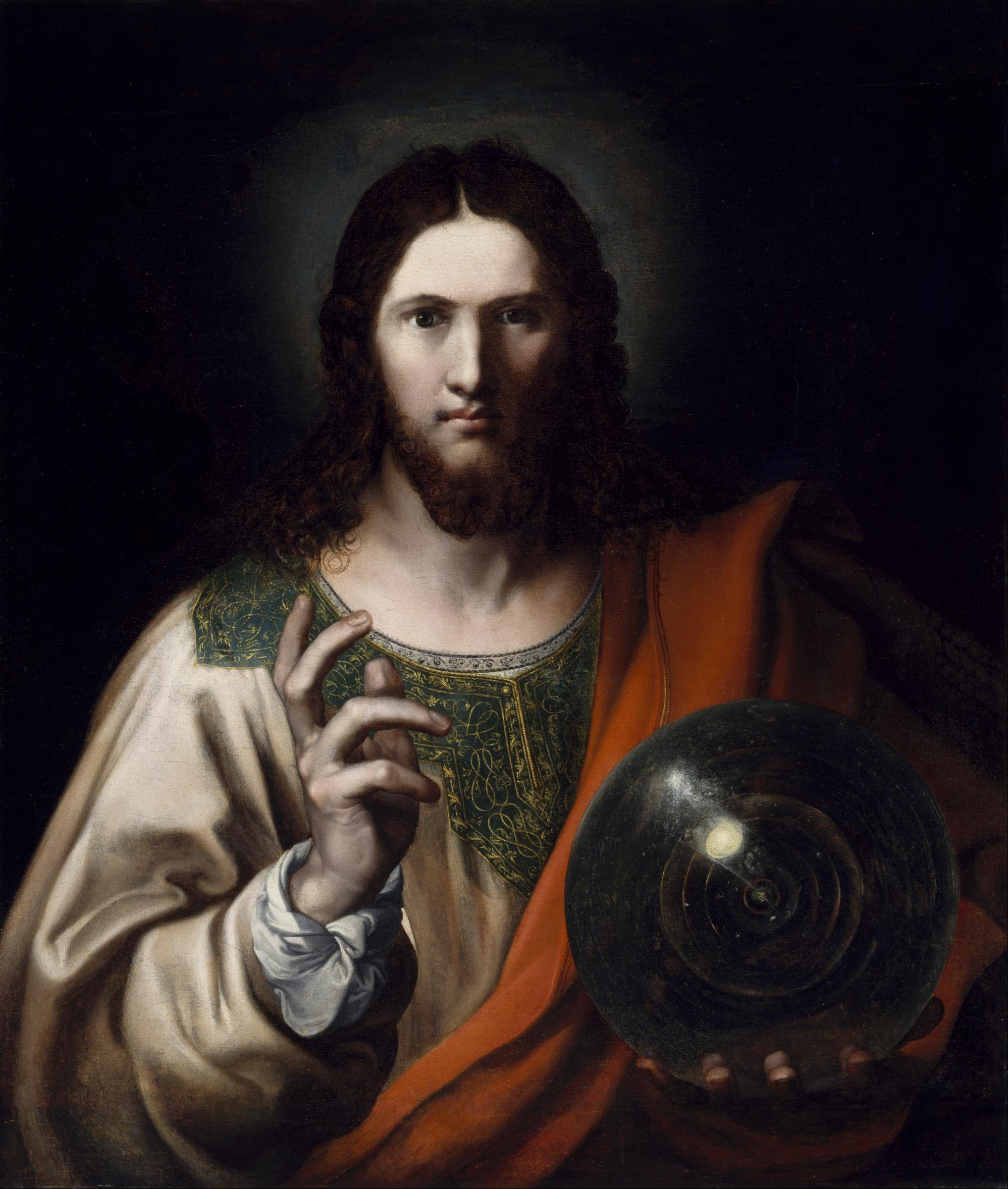
Tranh chép của một họa sĩ Flemish vô danh (khoảng 1750–75), Bảo tàng Mỹ thuật, Houston